# Ptychadena superciliaris
Espèce
Synonymes
- Rana superciliaris Günther, 1858

Statut de conservation UICN

 LC  : Préoccupation mineure
Ptychadena superciliaris est une espèce d'amphibiens de la famille des Ptychadenidae.

## Répartition
Cette espèce est endémique du centre-Ouest de l'Afrique. Elle se rencontre, :
- dans le sud de la Côte d'Ivoire ;
- dans le sud-ouest du Ghana ;
- dans le sud-est de la Guinée ;
- au Liberia ;
- en Sierra Leone.

## Publication originale
- Günther, 1858 : Catalogue of the Batrachia Salientia in the collection of the British Museum (texte intégral).